# Taonga
Als Taonga werden in der Kultur der Māori materielle und ideelle Kulturschätze bezeichnet. Unter den materiellen Kulturgütern sind historische Gegenstände wie die Korotangi-Skulptur sowie Land oder Fischgründe. Zu den ideellen Werten gehören Sprache, religiöse Glaubensvorstellungen bis hin zu Radiofrequenzen und Wasserrechten.
Taonga haben in Neuseeland verfassungsmäßige Bedeutung, da der zweite Artikel des Vertrages von Waitangi den unterzeichnenden Māori zusichert, dass sie Eigentum und Nutzung ihrer Taonga unter britischer Herrschaft behalten. Abschnitt 6(e) des Resource Management Act 1991 verpflichtet Entscheidungsträger die Beziehung der Māori und ihrer Kultur und Tradition zusammen mit ihrem angestammten Land, Wasser, Örtlichkeiten, wahi tapu und anderen Taonga als Angelegenheit nationaler Bedeutung anzuerkennen und zu behandeln.
Was ein Taonga ist, war Gegenstand hitziger Debatten, so zu der Frage, ob die bei der Lego-Spielzeugserie Bionicle verwendeten Māori-Namen geistiges Eigentum der Māori sind oder in der Frage der Gentechnik.
Die Māori-Namen vieler Museen in Neuseeland enthalten den Begriff Whare taonga— wörtlich „Schatzhaus“. Das Kulturministerium, das auch für das Kulturerbe zuständig ist, heißt auf Māori Te Manatū Taonga.